# Laugavegur (Trekkingweg)

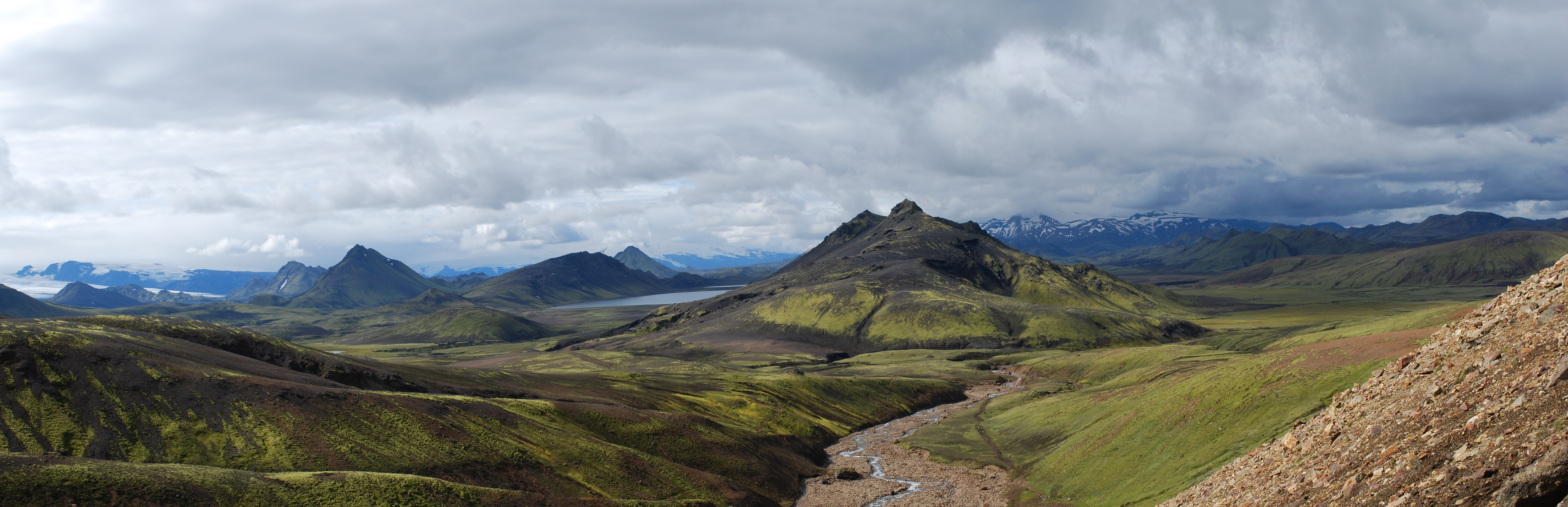
Hrafntinnusker-Álftavatn

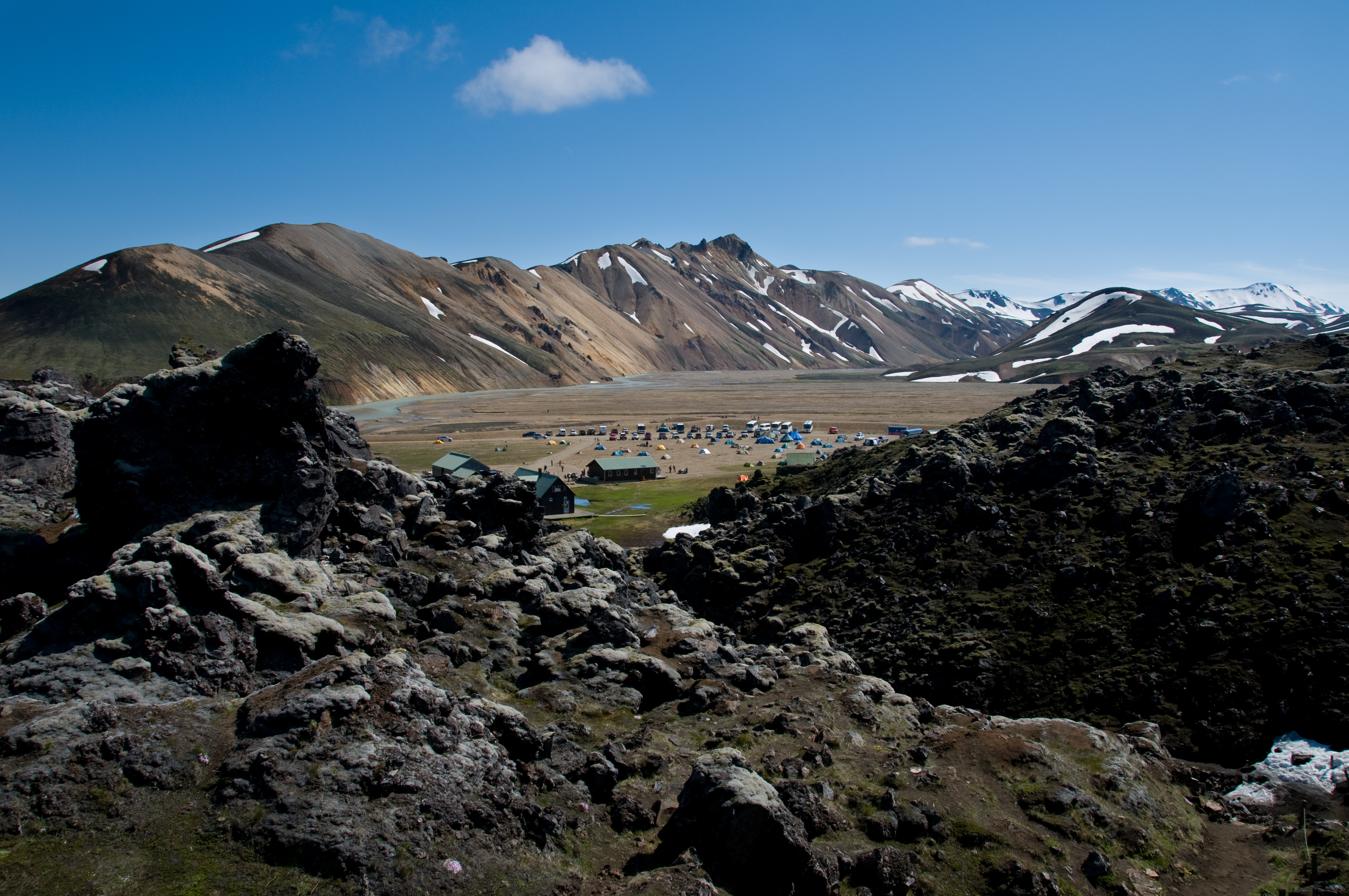
Blick vom Beginn des Laugavegur im Lavafeld Laugahraun auf den Zeltplatz in Landmannalaugar

Der Laugavegur (isländisch [ˈløyːɣaˌvɛɣʏr̥] für Weg der heißen Quellen) ist ein bekannter Trekkingweg auf Island.

## Geografie und Verlauf
Er liegt auf den Gemeindegebieten von Rangárþing ytra und Rangárþing eystra und führt von Landmannalaugar nach Þórsmörk. Seine Gesamtlänge beträgt 54 km und an seiner höchsten Stelle erreicht er bei Hrafntinnusker 1050 m. Man konnte die Tour über den Pass Fimmvörðuháls an die Küste nach Skógar verlängern – man läuft dort über erkaltete Lava des Eyjafjallajökull, der im Mai 2010 ausgebrochen ist.
Die möglichen Ausgangs- und Endpunkte Landmannalaugar, Þórsmörk und Skógar sind im Sommer mit dem Bus von Reykjavík aus gut erreichbar. Die Wanderung nimmt vier Tage (ggf. einen Tag mehr über den Pass Fimmvörðuháls) in Anspruch und ist gut ausgeschildert. Unterwegs befinden sich in einem Abstand von Tagestouren Hütten mit voll ausgestatteter Küche, die im Hochsommer aber meist ausgebucht sind. Verpflegung muss mitgenommen werden, allerdings kann die Küche in den Hütten benutzt werden. Zelten ist an den Hütten möglich und auch nur dort zulässig. Es wird erbeten, sich an den markierten Pfad zu halten und die Vegetation zu schonen.

## Weblinks

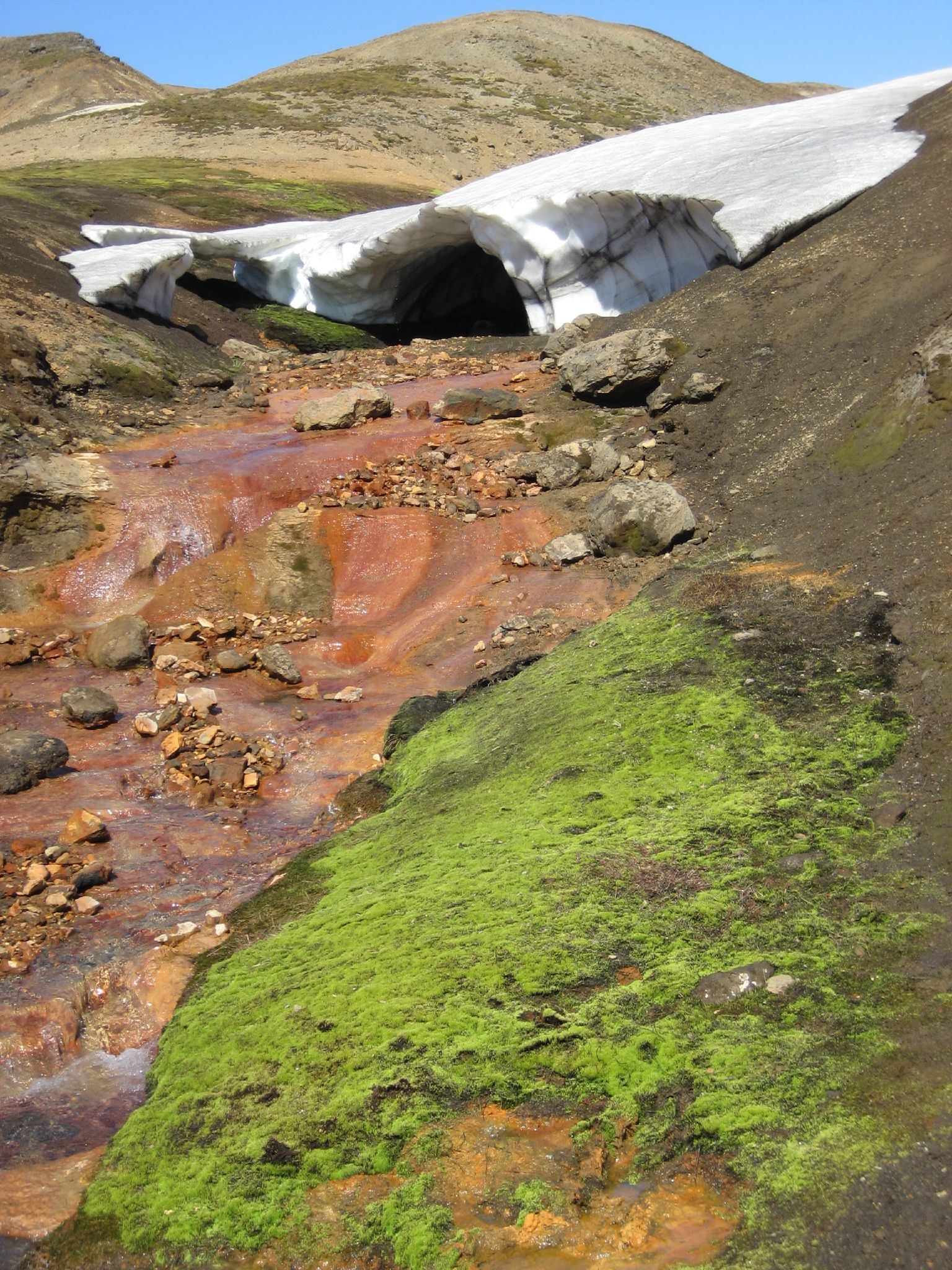
Hrafntinnusker – Álftavatn

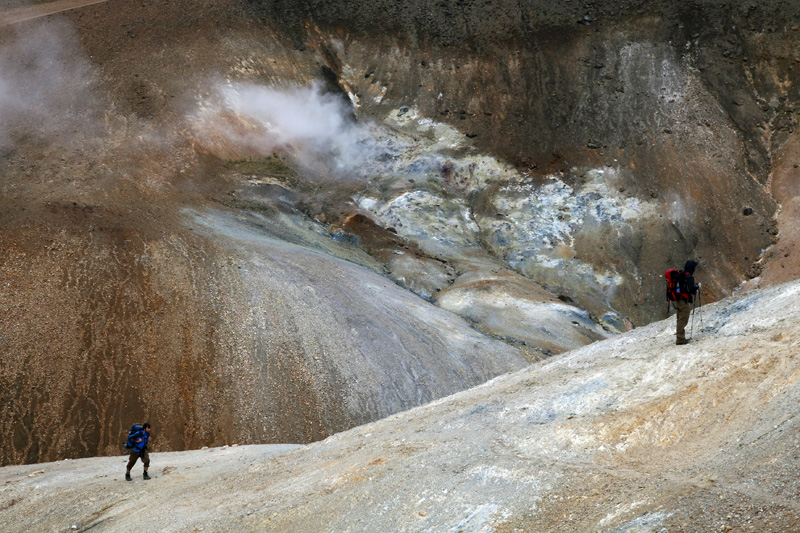
Wanderer zwischen Hrafntinnusker und Álftavatn

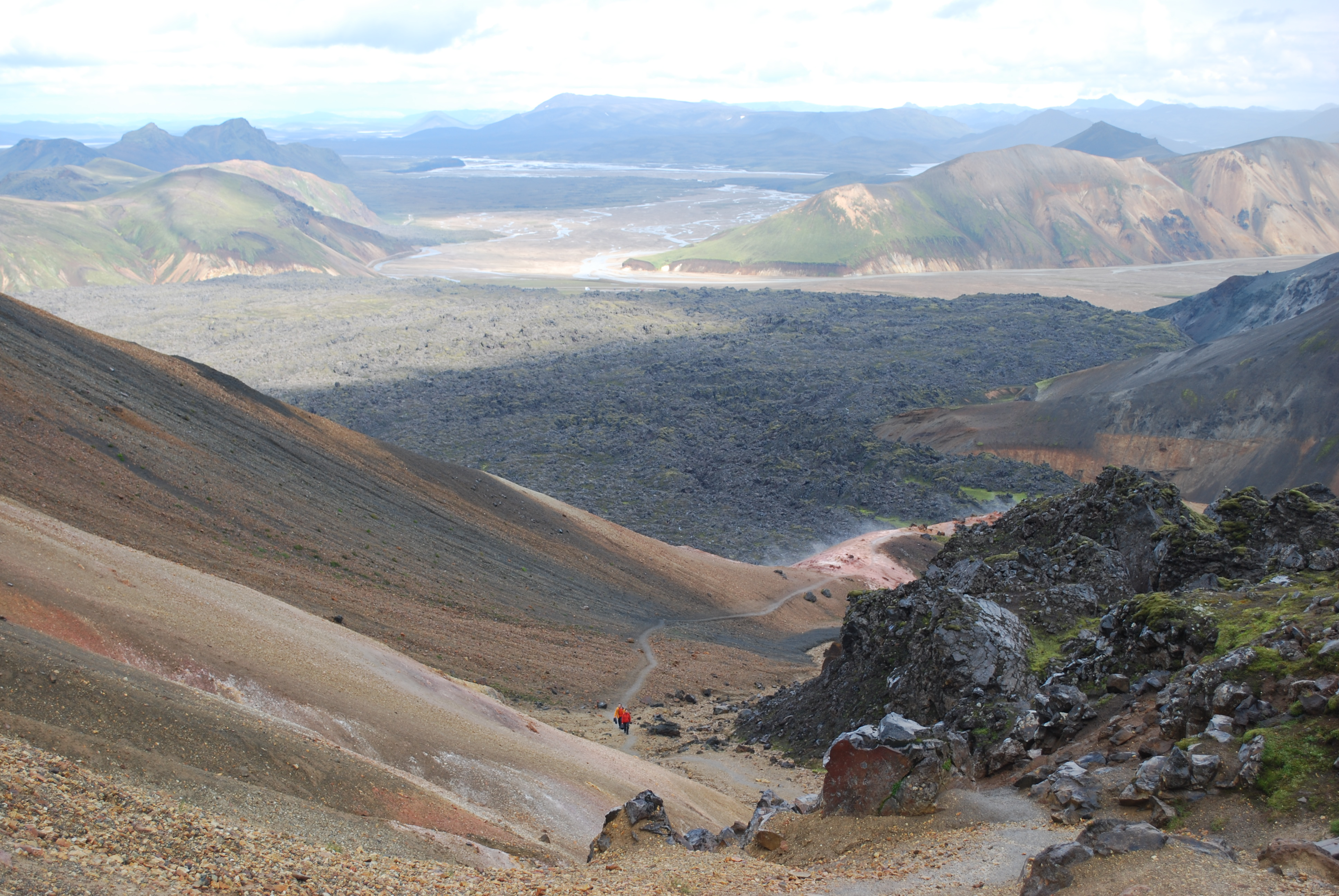
Laugavegur an den Hängen der Brennisteinsalda (links)

## Zum Namen
Der Name ist genau wie der seines Namensvetters in Reykjavík auf die heißen Quellen (isl. laugar) zurückzuführen, die er streift, wie z. B. in Landmannalaugar.